# 八光亭春輔
八光亭 春輔（はっこうてい はるすけ）は、落語の名跡。当代は三代目。
- 初代八光堂春輔 - 初めは初代五明楼玉輔の門で玉の助、文久の頃に春輔になる。八王子の出身。本名が春輔だったために春輔としたとされる。怪談噺が得意だった。本名∶宮沢 春輔。
- 五明楼春輔 - 後∶二代目松柳亭鶴枝
- 五明楼春輔 - 後∶四代目五明楼玉輔
- 五明楼春輔 - 後∶六代目林家正蔵
- 五明楼春輔 - 後∶三代目柳亭燕枝
- 五明楼春輔 - 後∶四代目柳亭燕路
- 五明楼春輔 - 1925年の睦会に滝川鯉之助改め五明楼春輔になった人物がいる。
- 五明楼春輔 - 三代目柳家小蝠から1944年に春輔になった人物がいる。1948年の名簿まで見られるがその後は不明。本名∶小野 誠一。
- 三代目八光亭春輔 - 当代にて詳述

三代目 八光亭 春輔（はっこうてい はるすけ、1947年2月21日 - ）は、落語家。東京都世田谷区出身。本名∶岡庭 弌。落語協会所属。出囃子は「喜撰」。

## 経歴
世田谷高等学校卒業。しろうと寄席で通信亭三助の芸名で40回鐘を鳴らした経歴を持つ。
1964年7月、八代目林家正蔵に入門し六番弟子となる。前座名はあとむ。
1969年7月、金原亭馬太呂と共に二ツ目昇進し、兄弟子五代目春風亭柳朝の前名林家照蔵に改名。1977年7月、藤間流家元五代目藤間勘右衛門より「香寿太郎」の名を貰い、藤間流名取になる。
1979年9月、二代目柳家菊語楼、橘家二三蔵、五代目金原亭馬好、六代目柳家小團治、五代目鈴の家馬勇と共に真打昇進し、三代目八光亭春輔を襲名。
1993年、文化庁芸術祭賞受賞。

## 芸歴
- 1964年7月 - 八代目林家正蔵に入門、前座名「あとむ」。
- 1969年7月 - 二ツ目昇進、「照蔵」と改名。
- 1979年9月 - 真打昇進、「三代目八光亭春輔」を襲名。

## 人物
趣味は歌舞伎、映画鑑賞。
師匠林家彦六が正蔵を名乗っていた時に真打になった最後の弟子である。
妻は人形劇団プーク所属の渡辺真知子。

## 演目
- 青菜
- 親不知
- 鰍沢
- 岸柳島
- 首提灯
- 蒟蒻問答
- 甲府ぃ
- 鹿政談
- 七段目
- 崇徳院
- 莨の火
- ねずみ
- 年枝の怪談
- 双蝶々雪の子別
- ふたなり
- 文七元結
- 松田加賀
- 淀五郎

## 受賞歴
- 1993年 - 文化庁芸術祭賞